# Макітра

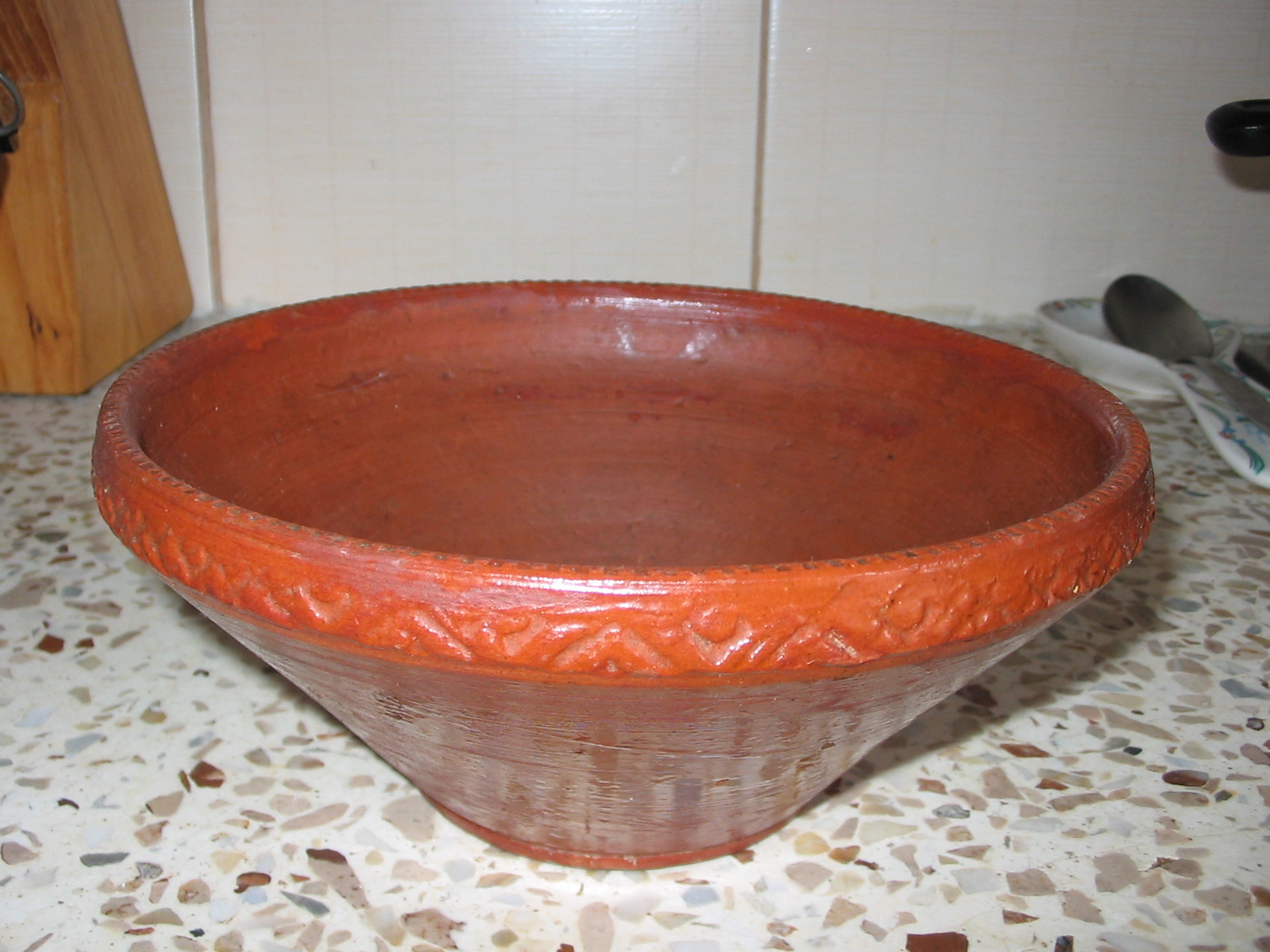
Макітра мала

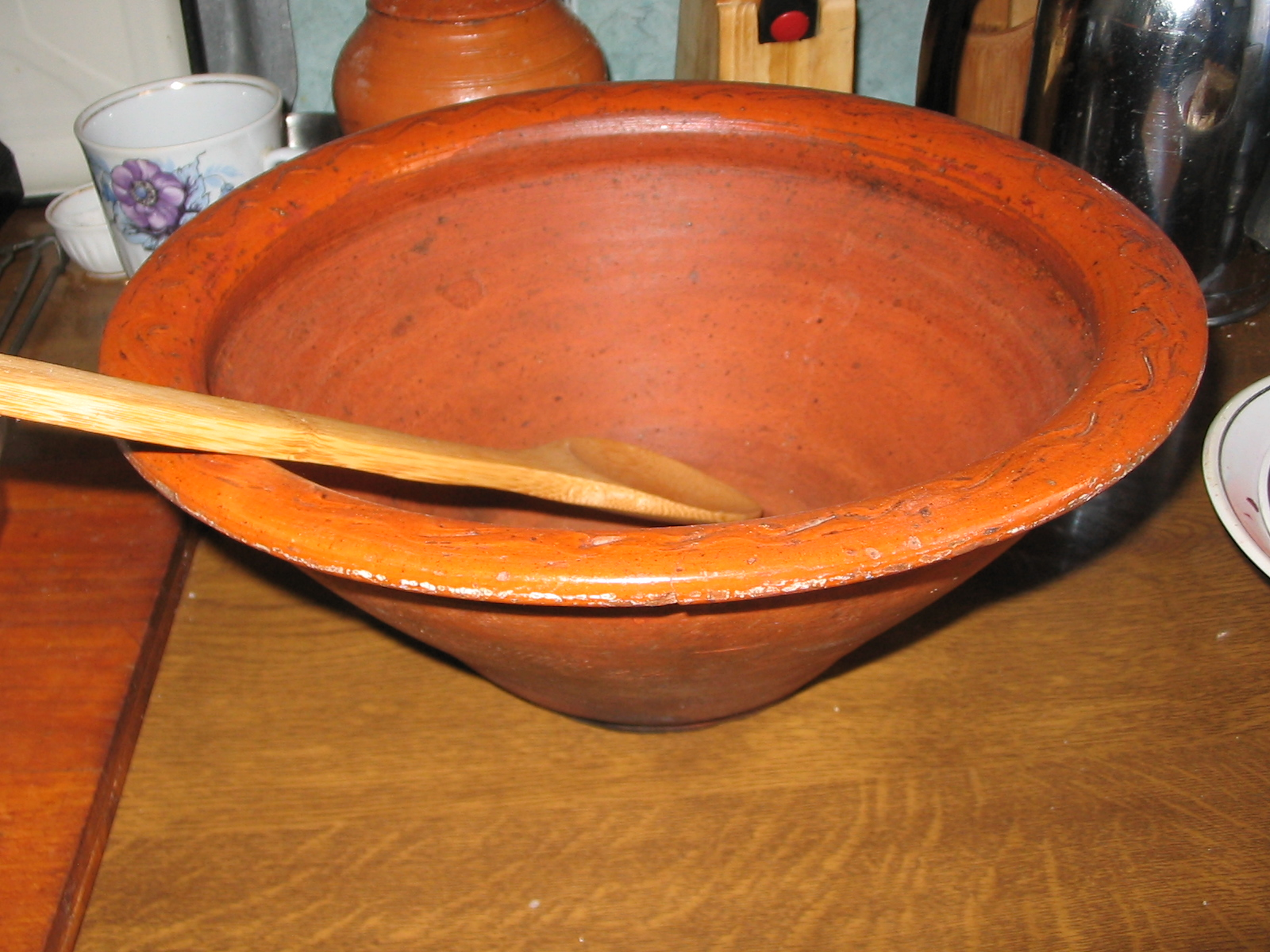
Макітра велика

Макі́тра — конусоподібний посуд, виготовлений з випаленої глини із жорсткою внутрішньою поверхнею, призначений для сходження тіста або для перетирання маку макогоном чи подрібнення інших харчових продуктів. З-поміж інших видів глиняного посуду макітра вирізняється своєю пристосованістю до різних завдань.
Слово «макітра» походить, очевидно, із сполучення слів «мак» і «терти». Менш ймовірне тлумачення його як грецизма: від грец. μάκτρα («діжа», «балія»). Інші назви — макітерка, макортет, макартет, макотерть.

## Форма
Макітра — різновеликий глиняний посуд з дуже розхиленими бічними стінками, потовщеними й вигнутими назовні вінцями. Для зручності перенесення великі макітри мали з протилежних боків два вушка. На ярмарку господиня ретельно вибирала таку макітру, щоб дзвеніла при постукуванні щиколотками руки. Тріснута макітра деренчить при постукуванні - вона довго не послугує.
Один із різновидів макітри є ринка.
Опішнянські гончарі виготовляють і продають глиняні макітри дотепер, зокрема в Опішні.

## Призначення
Глиняні макітри — один із найуживаніших видів глиняного посуду українців. У господарстві вони практично незамінні, оскільки мають широку сферу застосування, міцно пов'язані з традиційною кулінарією.
Макітри застосовували для тримання води, сирівцю, збіжжя, квашення і соління на зиму буряків, капусти, огірків, зоління білизни, приготування опари, учинення тіста, складання вареників, гречаників, пирогів тощо.
На Полтавщині макітра, макотерть — об'ємна випукла посудина для води і квашення тіста
На Східному Поділлі макітра використовувалась щоденно для розтирання макогоном зажарки із сала для борщу. В макітрі розтирався часник до холодцю, гіркий червоний перець. Макітра необхідна для розтирання пшона до обрядової страви "густа капуста". 
Макітри можна поділити на види, залежно від завдань, які вони виконували.
- об'ємом понад 5 літрів, полив'яних і неполив'яних макітри, головним призначенням є приготування опари та вимішування тіста. До середини ХХ сторіччя, коли в кожній українській хаті була піч, на всі «свята-празники» та в неділю, господині обов'язково випікали хліб, пироги, перепічки… Залежно від кількості членів родини, потрібні були макітри різних розмірів. Найвживанішими для цього були макітри місткістю близько 10-15 літрів.
- менші за 6 літрів макітри, здебільшого полив'яні (адже вони менше вбирають жир, тому легше миються) використовували для тушкування та запікання м'яса, овочів (картоплі, капусти, буряків, гарбуза тощо), готових страв.

У другій половині ХХ сторіччя полив'яні мальовані макітри, іноді з покришками, використовували для зберігання та подавання до столу вареників, гречаників, млинців, голубців тощо.
У макітрах, які на даний момент не використовувалися, зберігали збіжжя, або ж вони стояли перевернутими догори дном, «щоб не нападало сміття, миша не вскочила», на горищі чи в «комірчині».
З-поміж інших видів глиняного посуду, макітра вирізняється своєю пристосовністю до різних потреб.

## Традиції
- Зазвичай, в Україні мак для різдвяної куті перетирав чоловік, батько родини. При цьому він читав молитву. У цьому звичаї, макітра означала жіноче начало, а макогін — чоловіче. Часто перед Різдвом купували нову макітру і макогін.

- Існував також такий весільний звичай, пов'язаний з макітрою. Після весільного обіду гості нареченого перевдягались: старі в молодих, молоді в старих. Макітру наповнювали пирогами, прикрашали квітами і різнокольоровими стрічками та вручали старостисі. Вона танцювала з макітрою і всі гості йшли до батьків нареченої. Це називали «ідуть з пирогами». Танець з макітрою продовжувався протягом всього шляху. Батьки нареченої запрошували гостей до столу, де на видному місці сиділа старостиха з макітрою. Гості нареченої підходили до неї, а вона пригощала їх пирогами. Після обіду гості повертались назад з макітрою, повною пирогів, які напекла мати нареченої для молодих і сватів.

- Під час обряду випікання короваїв та медяників коровайницями [як правило, у середу чи четвер за три дні до весілля]. До того-ж, зазвичай було дві макітри — одна для короваю, інша — для медяників, адже їх тісто різнилося, а ще ж одночасно ці два види обрядового печива в піч для випікання не ставили. В Опішні, що в Полтавщині, для замішування тіста на весільний коровай використовували здебільшого нову макітру. Окрім того, макітра могла бути спеціально виготовлена для цього випадку, про що свідчать написи на деяких з них.

- «Драну» макітру чи горщик розбивали на другий день весілля, коли свати приходили до батьків молодої з претензію, що молода виявилася «нечесною». Подібне дійство змальовано Гійомом де Бопланом ще в 17 столітті в " Описі України". Такий звичай є в переказах села Покровське Голованівського району Кіровоградської області. Варто зазначити, що родичі молодого трощили весь посуд у хаті недоброчесної молодої.

## Мовні звороти, прислів'я
- Стрижений під макітру — підстрижений кружком
- Макітра розуму в кого — хтось дуже розумний
- Макітра варить — розумний, кмітливий
- Мати порожню макітру на плечах — бути нерозумним, нерозсудливим
- Розгубити обручі від макітри — втратити здатність правильно думати, діяти
- Розбити макітру — посваритися
- Дурний і в макітрі макогона зломить

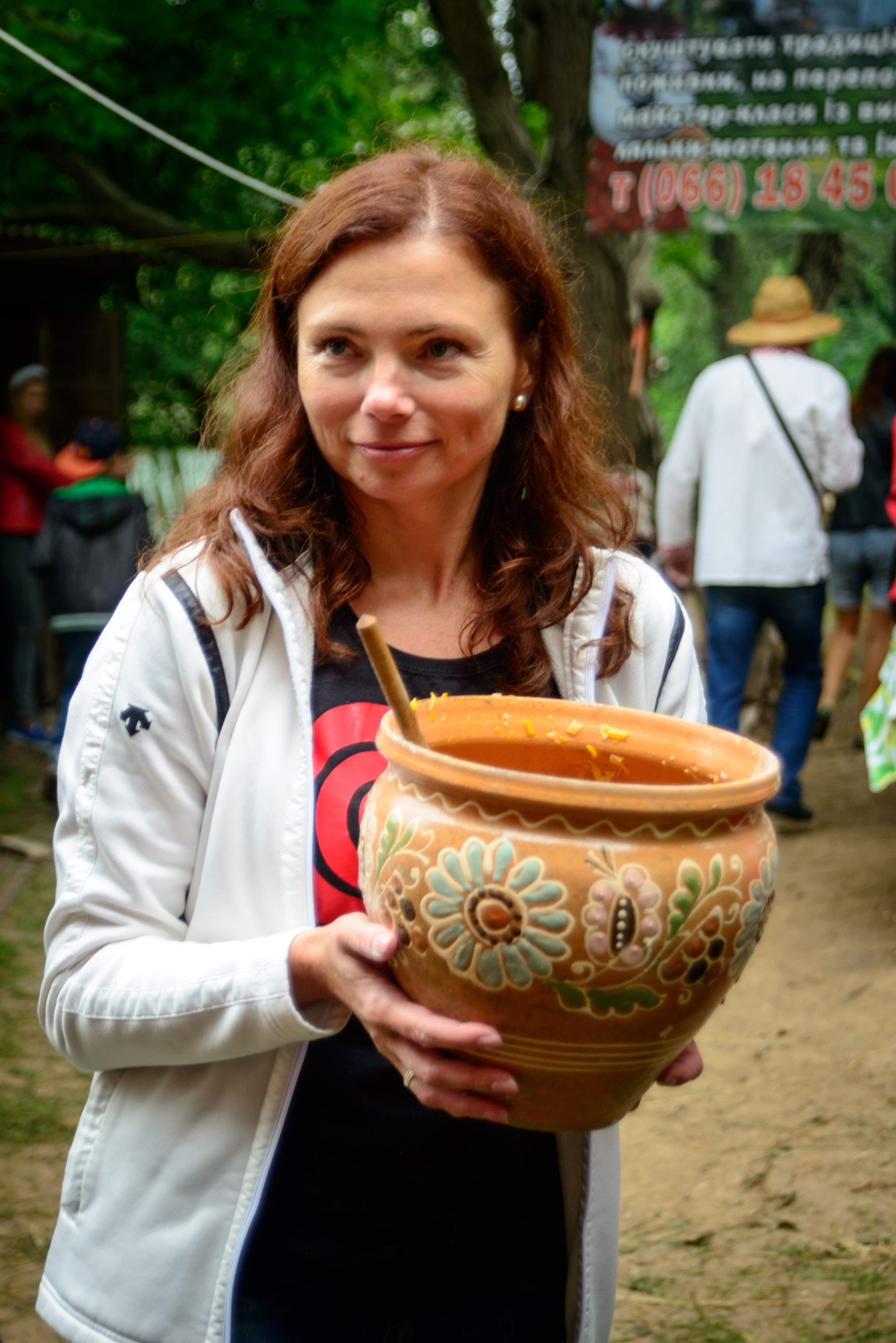
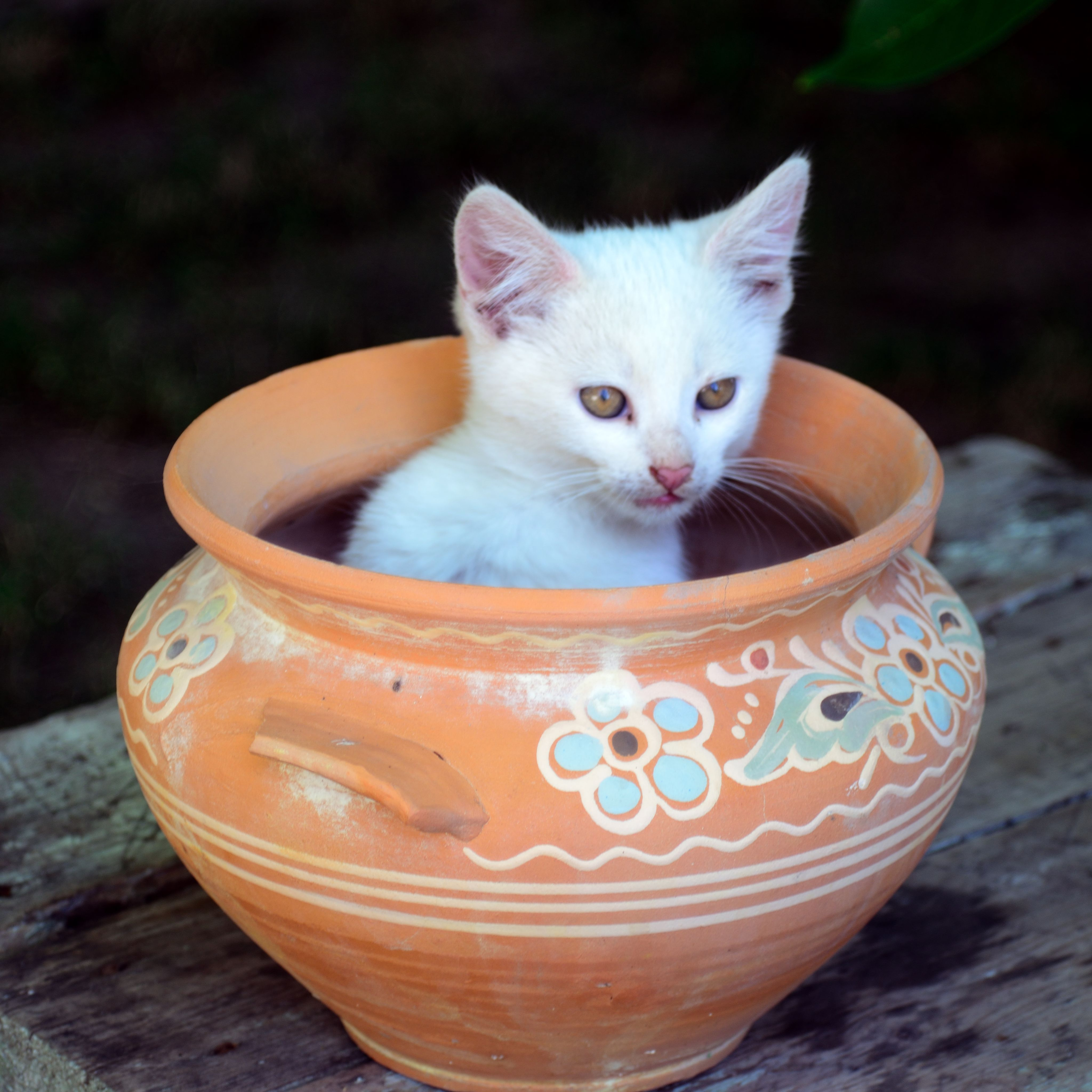
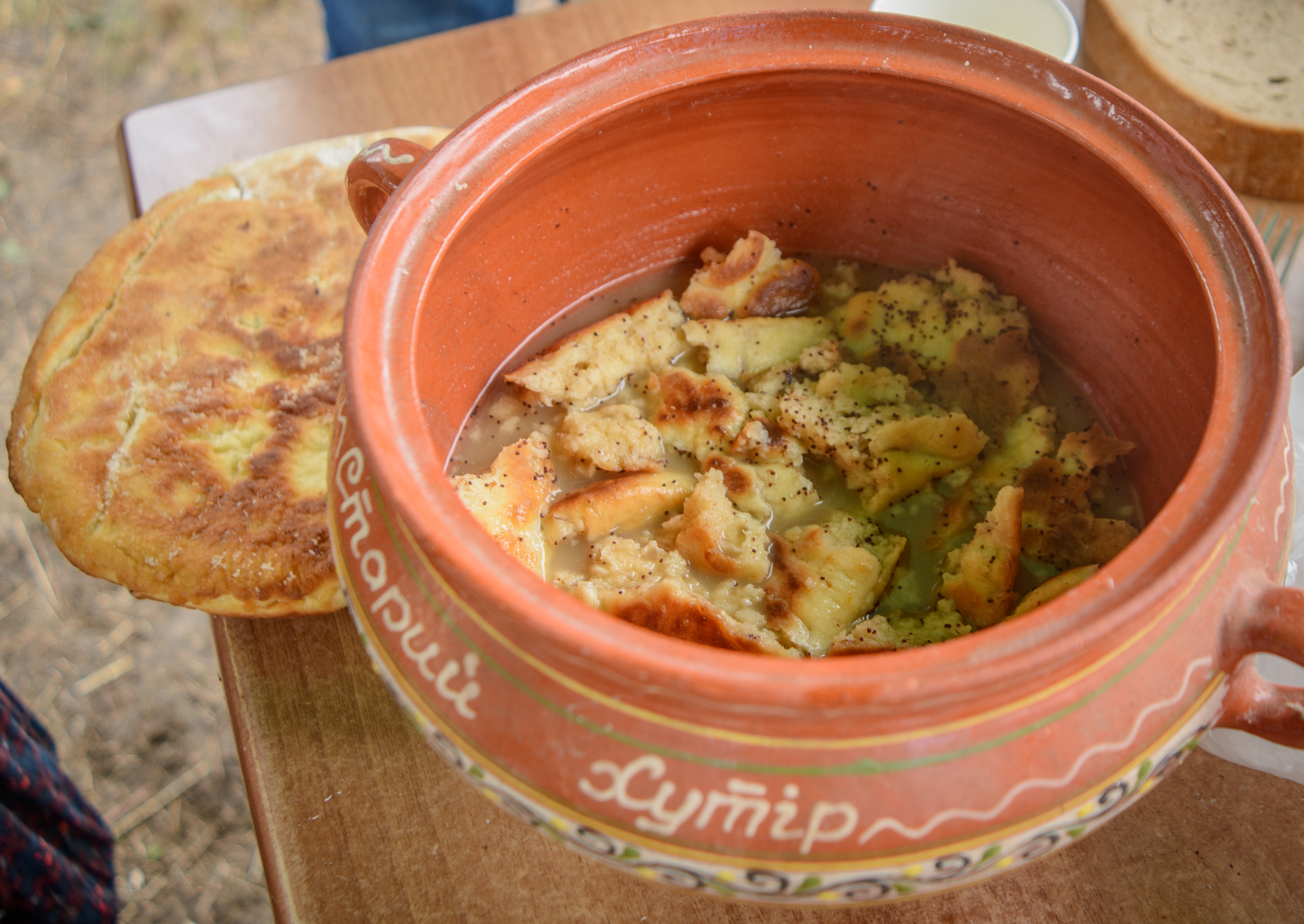
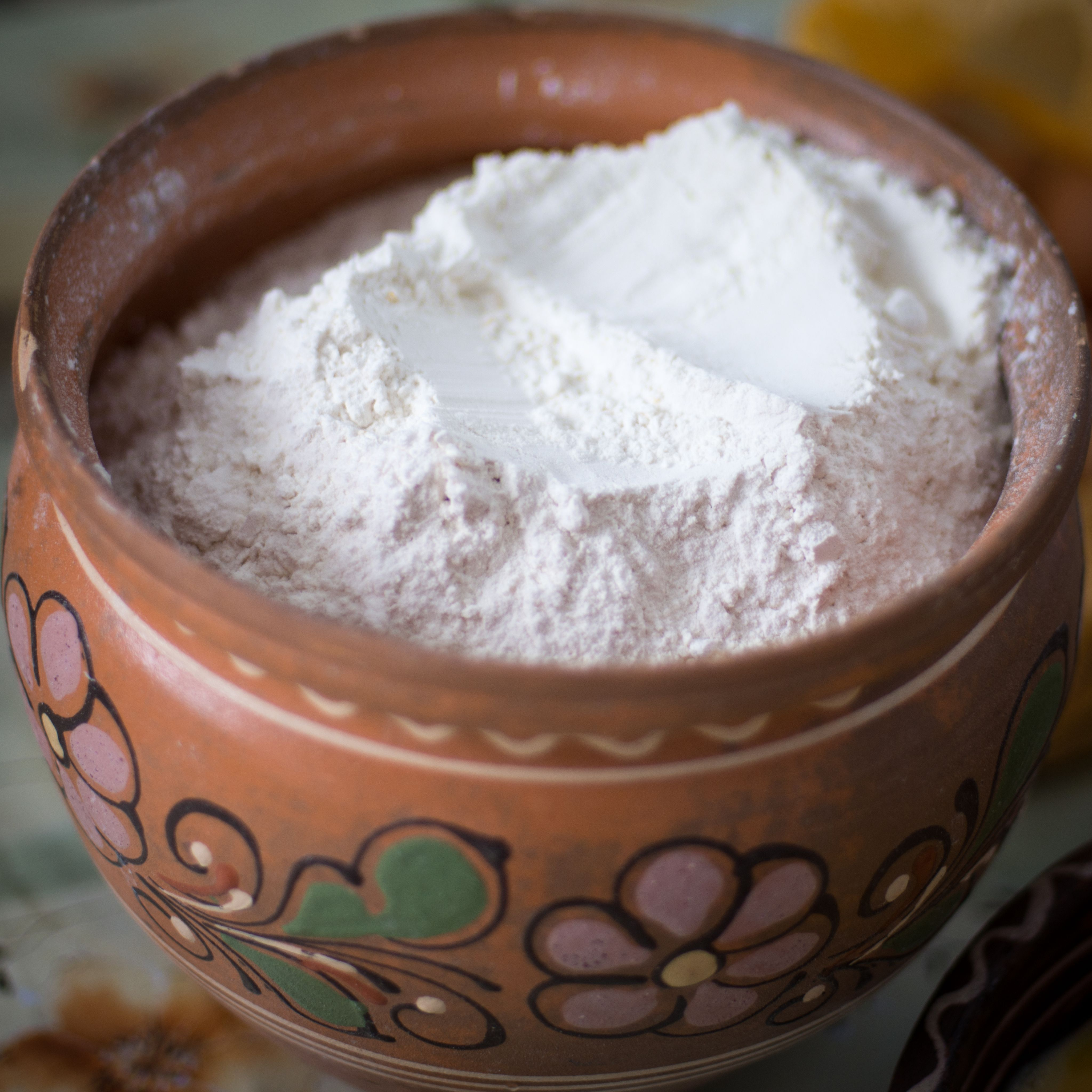
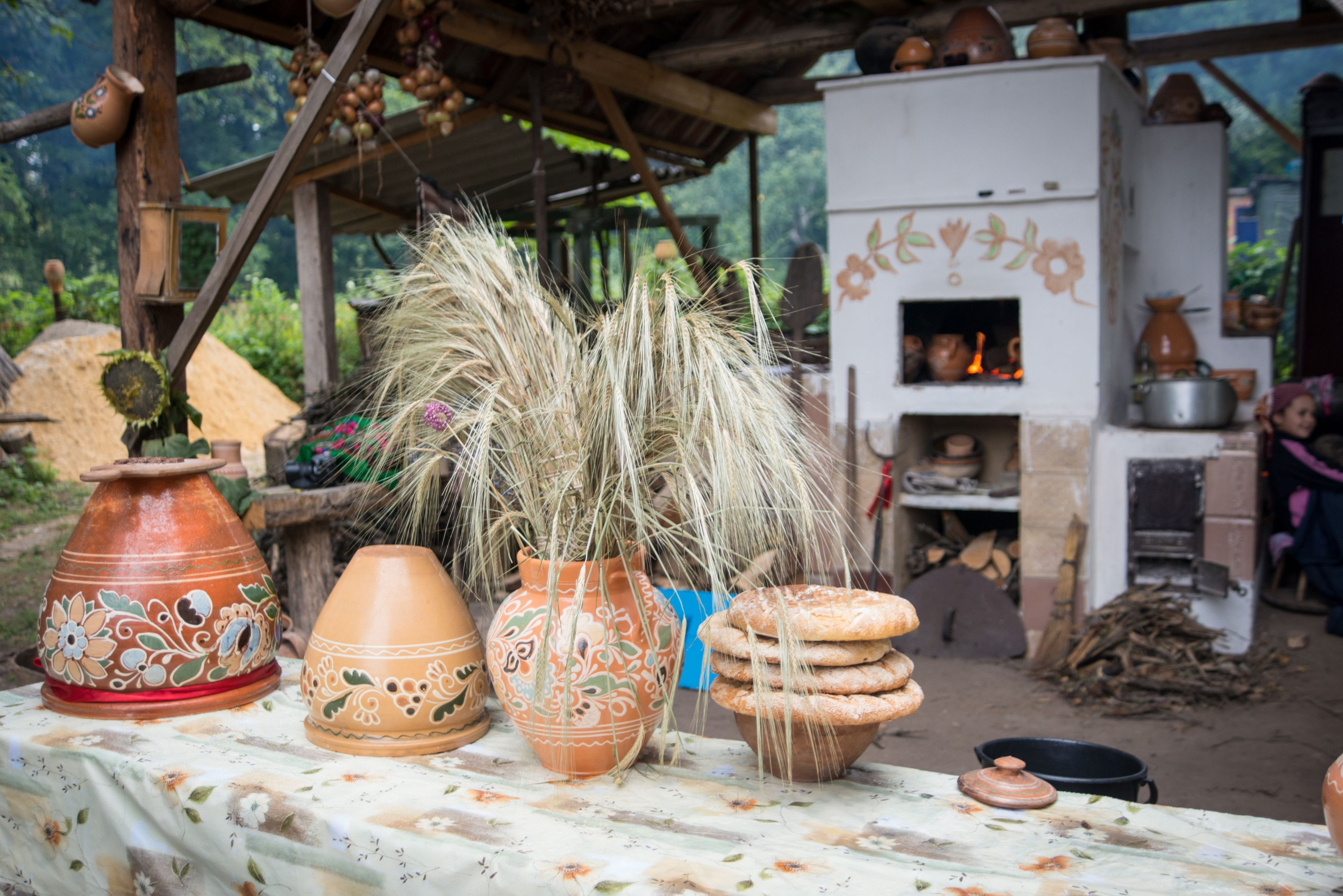
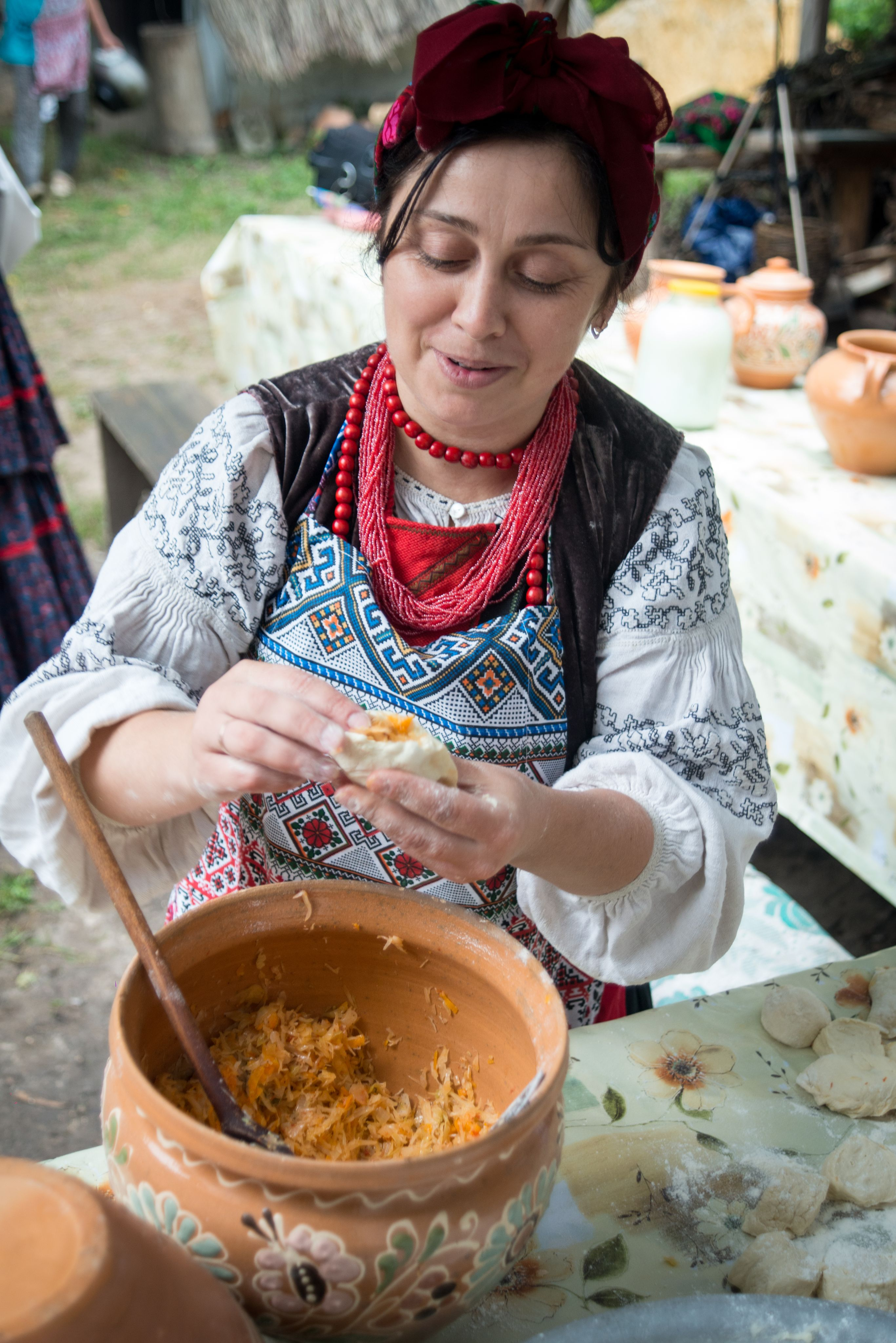
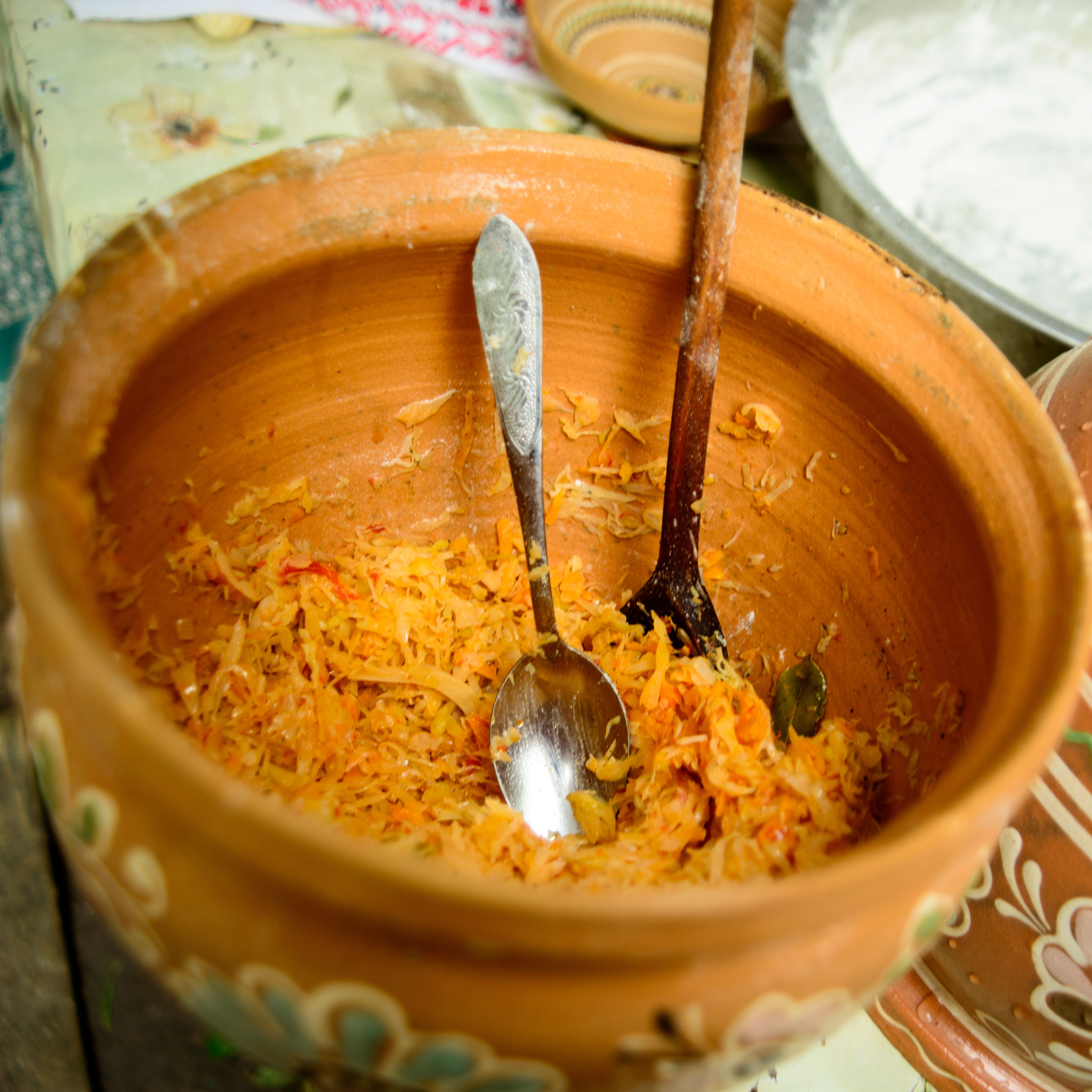
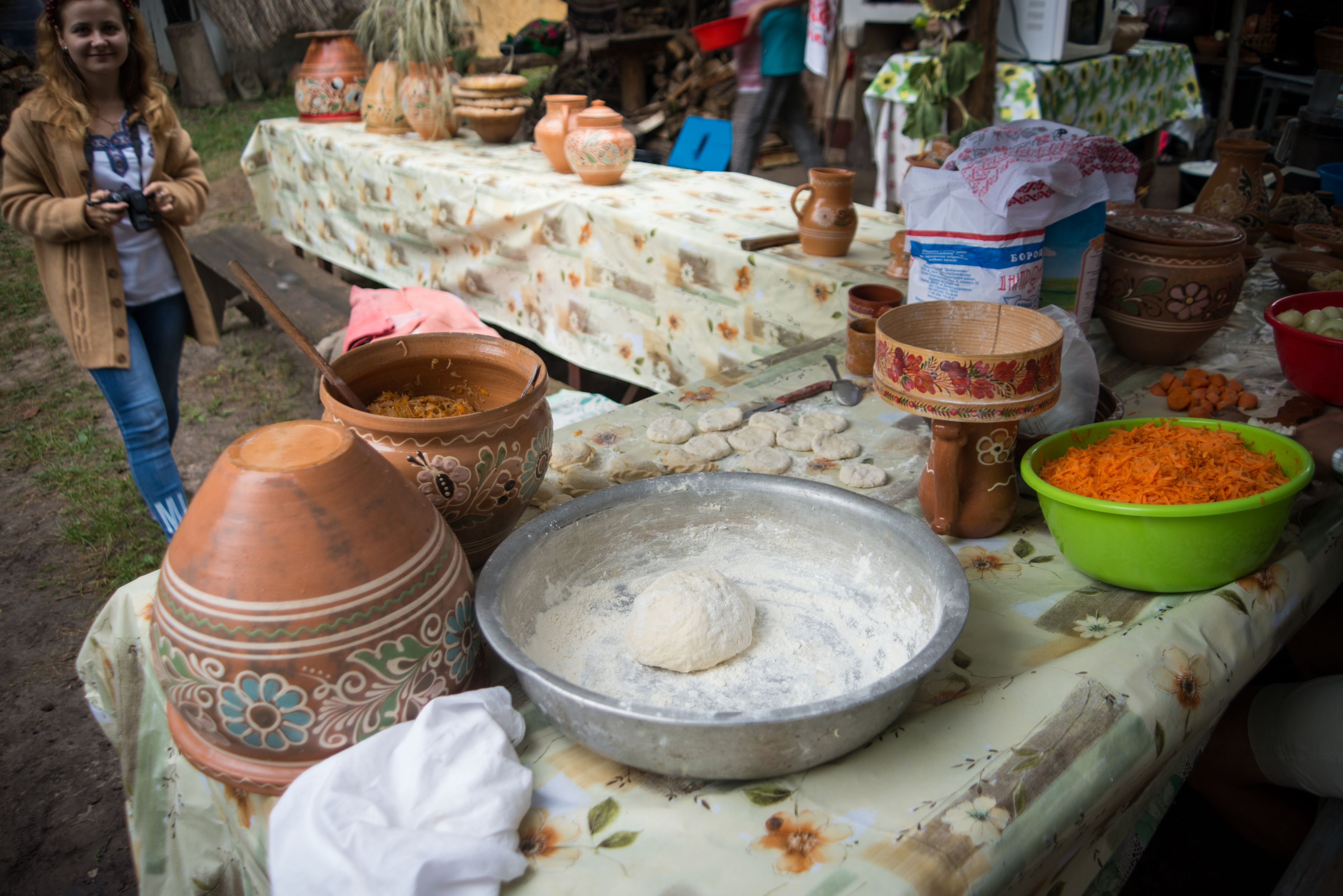
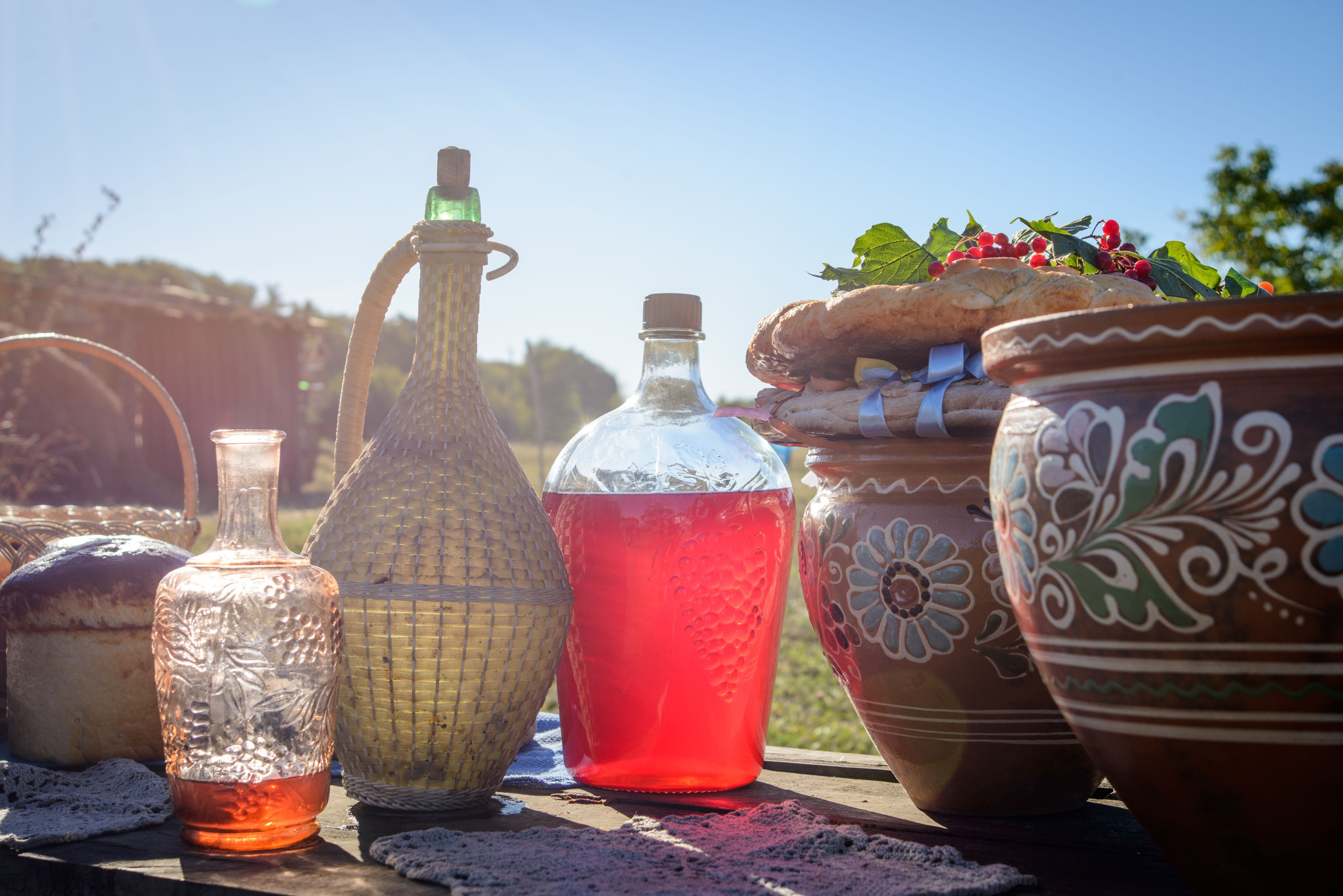
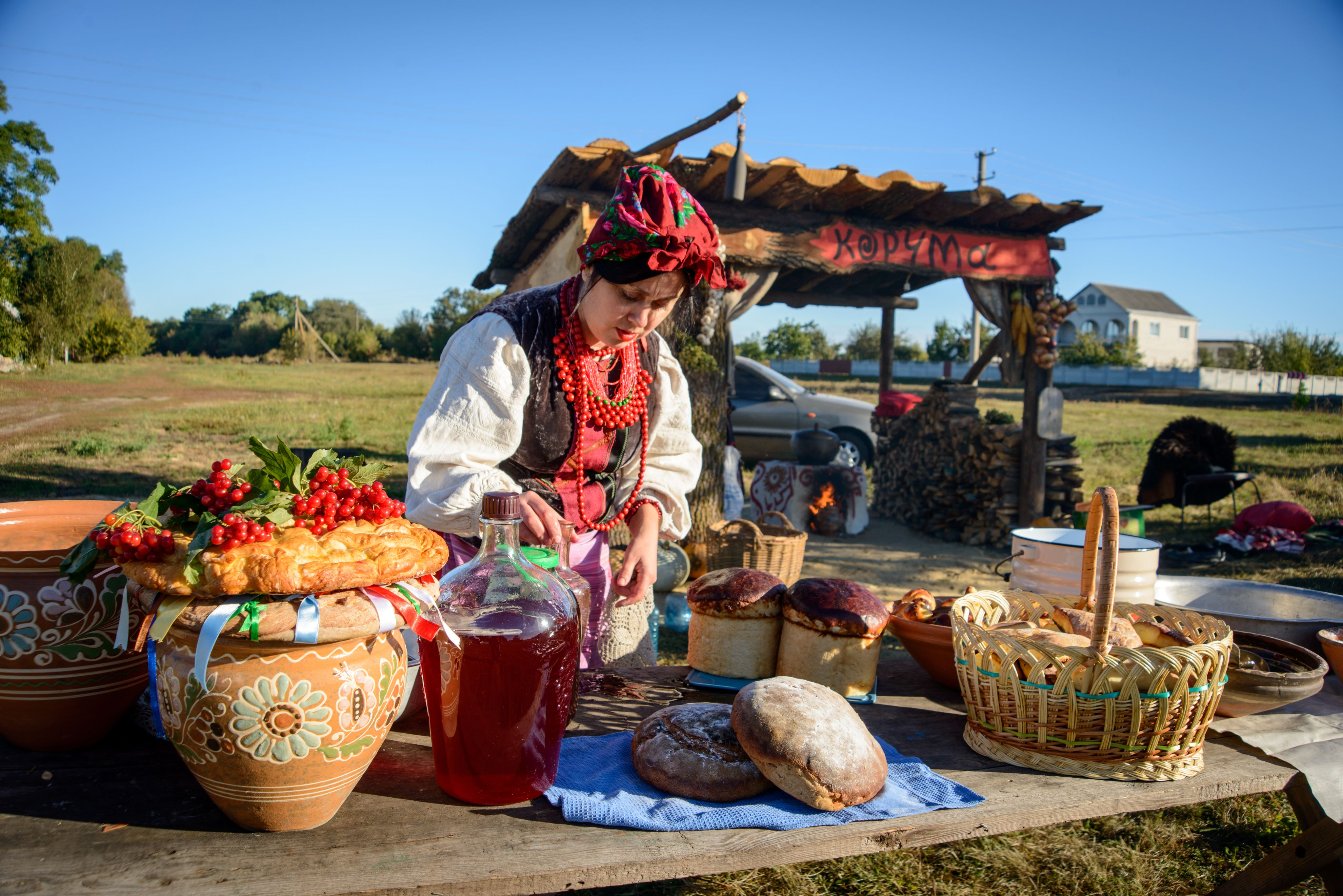
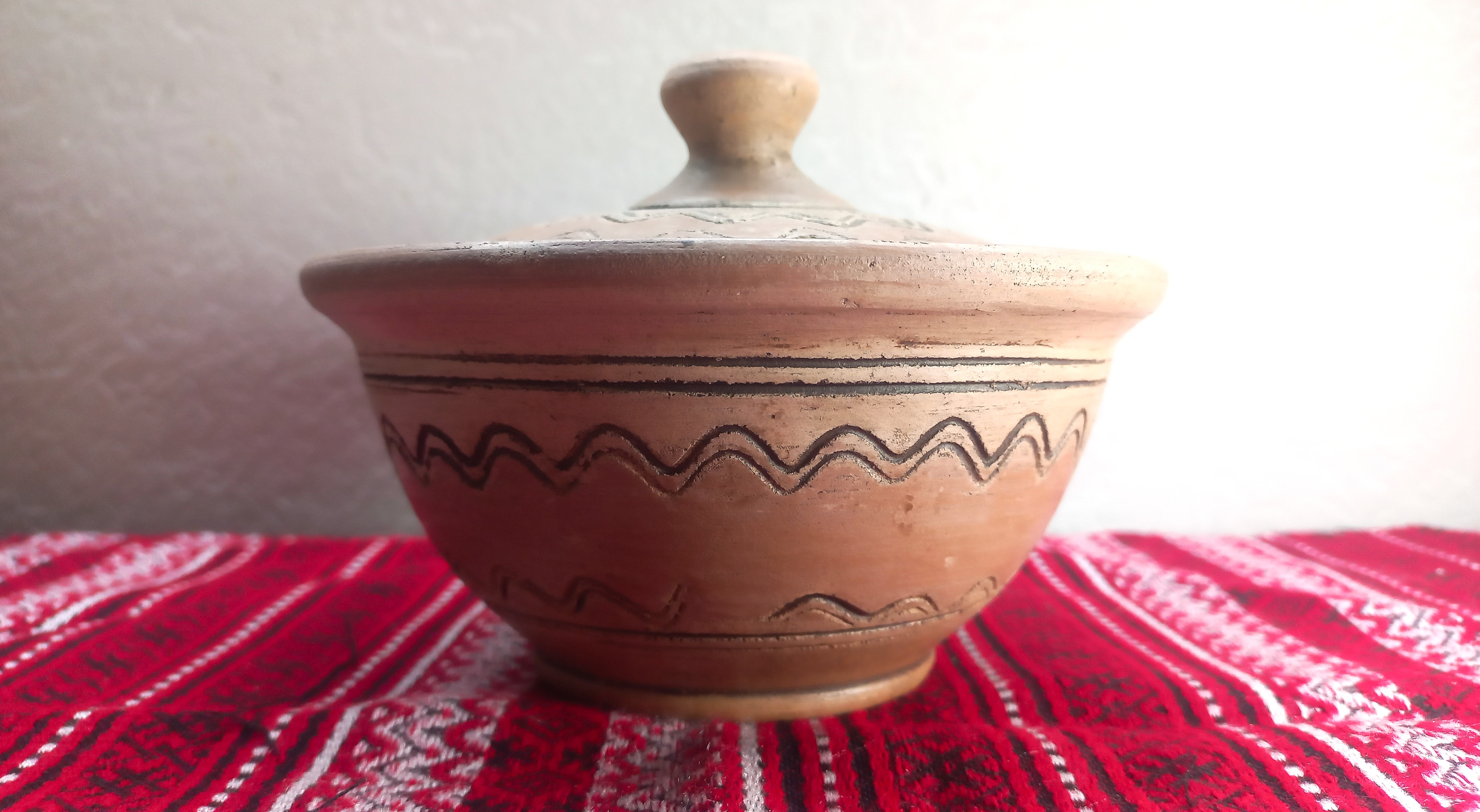
Макітра з деком